# ديزموند ديغبي
ديزموند ديغبي (بالإنجليزية: Desmond Digby)‏ هو رسام نيوزيلندي، ولد في 4 يناير 1933 في أوكلاند في نيوزيلندا، وتوفي في 10 أبريل 2015.